# Anthophora

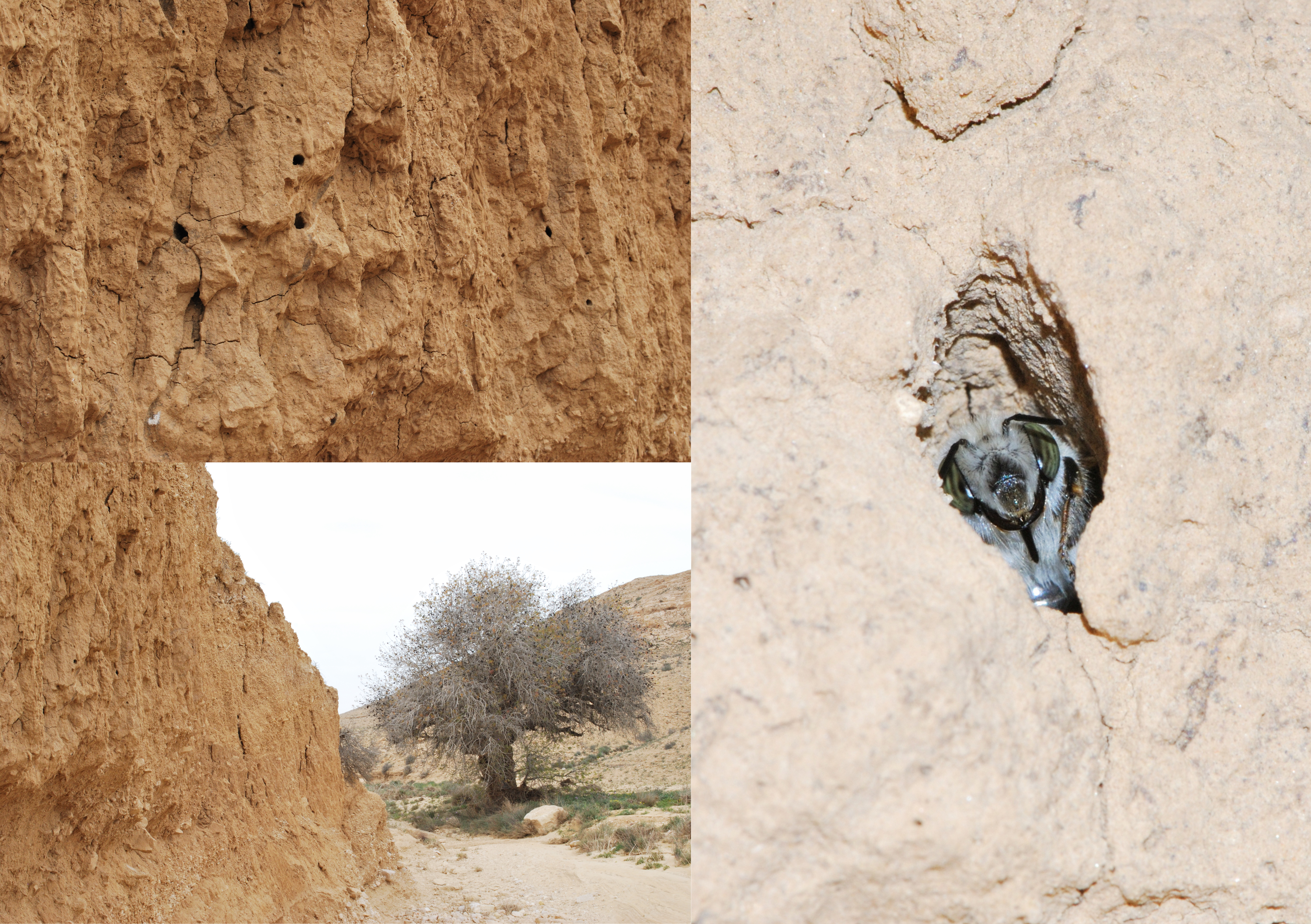
Local de nidificação em uma falésia de argila vertical de um curso de água sazonal, em Wadi Elot, Israel. Cada toca é um ninho independente de uma fêmea solitária. No lado direito, há uma fêmea vigiando a entrada do ninho.

Anthophora é um gênero de abelha, sendo um dos maiores da família Apidae, com mais de 450 espécies em todo o mundo, e em 14 diferentes subgêneros. Elas são mais abundantes e diversificadas nas regiões holártica e no continente africano. Todas as espécies são solitárias, embora possam ser encontrados muitos ninhos agrupados. Quase todas as espécies fazem ninhos no solo, nos barrancos ou em terrenos planos. As larvas se desenvolvem em células com revestimentos impermeáveis. Os machos geralmente têm uma marca na cabeça de cor branca ou amarelo claro, as suas pernas são diferentes e com pêlos. Os seres do gênero Anthophora pode ser distinguidos do gênero similar Amegilla, por possuírem um arólio entre as garras tarsais.

## Espécies
- Anthophora curta
- Anthophora edwardsii
- Anthophora furcata
- Anthophora plumipes
- Anthophora nigromaculata
- Anthophora urbana